# 壹網樂
壹網樂，全名壹多媒體娛樂服務股份有限公司，成立於2009年5月17日，是由香港壹傳媒集團專為網樂通機上盒所成立的多媒體服務公司，但網樂通機上盒已於2012年10月31日終止服務。

## 歷史
- 2010年12月28日，網樂通機上盒的壹電視新聞台及壹電視綜合台正式啟播。
- 2012年9月5日，凱擘宣布推出Super MOD，整合壹網樂，不必安裝網樂通機上盒即可使用壹網樂，但用戶必須與凱擘大寬頻一起申請使用（此合作方案到2012年10月31日止）[1]。

- 2012年10月1日，壹網樂宣布2012年10月31日終止網樂通機上盒服務。但過去這段時間內，許多人擔心，透過受贈網樂通機上盒、自行免費申請的網樂通機上盒如何處理，壹傳媒及其接手的公司是否能保護過去曾經登記在他們家資料庫的個人資料。壹網樂表示，終止前同日起停止受理加值服務，服務停止後機上盒可選擇寄還壹網樂或不需退還，付費會員會依比例折算退還費用，會員個資將全數銷毀。而壹電視則一度要出售給年代電視董事長練台生[2]。
- 2012年10月16日，台灣壹傳媒出售給前中信金副董事長辜仲諒、台塑集團總裁王文淵與旺旺集團總裁蔡衍明父子等人並於同年11月28日凌晨簽約[3]。
- 2012年11月1日凌晨零時整，壹網樂正式結束網樂通機上盒服務，動畫節目由壹傳媒動畫旗下軟體「NxTomo動畫館」接手播放。
- 2012年11月19日，根據經濟部商業司公司基本資料查詢網站登載，「壹多媒體娛樂服務股份有限公司」目前尚未結業。

## 資料來源
1. ↑  . 台灣蘋果日報. 2012年9月6日  [2012年9月6日]. （原始内容存档于2012年9月9日）.
2. ↑  . 台灣蘋果日報. 2012年10月1日  [2012年10月1日]. （原始内容存档于2016年3月4日）.
3. ↑  . 中國時報. 2012年10月16日  [2012年10月16日]. （原始内容存档于2012年10月17日）.